# Isodrapetis suda
Isodrapetis suda är en tvåvingeart som beskrevs av Collin 1928. Isodrapetis suda ingår i släktet Isodrapetis och familjen puckeldansflugor. Inga underarter finns listade i Catalogue of Life.